# 加盟条約
欧州連合への加盟に関する条約（加盟条約、Treaty_of_Accession）は、申請した国が欧州連合の加盟国になるための条件を定めた欧州連合の条約である。加盟条約に加えて、加盟に関する最終規程に署名される。最終規程により、当事者による宣言を含む加盟交渉の結果が登録される。また、条約に署名してから発効するまでの期間の取り決めも定められる。

## 有効な条約
2020年末現在、有効な条約は以下の通り。
- 1972年加盟条約（英語版）：デンマーク、アイルランド、ノルウェー 、イギリス（ノルウェーは批准しなかったため、加盟しなかった）
- 1979年加盟条約（英語版）：ギリシャ
- 1985年加盟条約（英語版）：スペイン、ポルトガル
- 1994年加盟条約（英語版）：ノルウェー、オーストリア、フィンランド、スウェーデン（ノルウェーは批准しなかったため、加盟しなかった）
- 2003年加盟条約（英語版）：チェコ共和国、エストニア、キプロス、ラトビア、リトアニア、ハンガリー、マルタ、ポーランド、スロベニア、スロバキア
- 2005年加盟条約（英語版）：ルーマニア、ブルガリア
- 2011年加盟条約（英語版）：クロアチア

## 提案された加盟
2021年1月現在、以下の提案が検討されている。
- アルバニアの欧州連合への加盟（英語版）
- ボスニア・ヘルツェゴビナの欧州連合への加盟（英語版）
- コソボの欧州連合への加盟（英語版）
- モンテネグロの欧州連合への加盟（英語版）
- 北マケドニアの欧州連合への加盟（英語版）
- セルビアの欧州連合への加盟（英語版）

## 一時停止または放棄された提案
2021年1月の時点で、以下の提案は一時停止または放棄されている。
- アイスランドの欧州連合への加盟（英語版）
- ノルウェーの欧州連合への加盟
- スイスの欧州連合への加盟（英語版）
- トルコの欧州連合への加盟（英語版）